# マクレイ・ウィリアムズ
マクレイ・ウィリアムズ（McRae Williams、1990年10月23日 - ） は、アメリカ合衆国のフリースキーヤー。エックスゲームズのスロープスタイル種目で1つのシルバーメダルを獲得。

## 生い立ち
2002年ソルトレークシティオリンピックが開かれたユタ州ソルトレイクシティにある、小さな都市パークシティで生まれ育った。

## 戦歴
エックスゲームズ 2014のスロープスタイル種目ではダブルコーク1440などの高難度なトリックでニック・ゲッパーに次ぐシルバーメダル。エックスゲームズ 2015では10位で予選敗退。2014年シーズンのAFPランキングで4位(スロープスタイル部門)、2015年シーズン1位。

- X Games Aspen 2014 　SKI Slopestyle 　2nd
- Winter X Games Tignes 2013 　SKI Slopestyle 　1st

## スポンサー
- Amplid
- Anon Optics
- Cole Sport
- Orage
- Philpark Clothing
- ロックスター